# Leberecht Maass
Pour les articles homonymes, voir Maass.
Leberecht Maass, ou Maaß, né le 24 novembre 1863 à Korkenhagen, arrondissement de Naugard (de) en Poméranie et mort au combat le 28 août 1914, au large de Heligoland, est un haut officier de marine de la marine impériale allemande.

## Biographie
C'est en 1883 que Maass entre comme cadet dans la marine impériale. Il est commandant de torpilleurs entre 1893 et 1895, commandant de flottille entre 1898 et 1901, et affecté au commandement des torpilleurs entre 1903 et 1906. Il est nommé directeur de l'école navale (Marineschule), d'octobre 1906 à mars 1908 et élevé au grade de capitaine de vaisseau, le 7 mars 1908. Il commande le croiseur SMS Freya d'avril 1908 à mars 1909, le croiseur SMS Scharnhorst, de mars 1909 à juin 1910, et le navire de ligne SMS Weißenburg d'août à septembre 1910.
Maass est nommé commandant de la IIe division de chantier, en octobre 1910, poste qu'il occupe, jusqu'en septembre 1913, et de septembre 1913 à février 1914, il est troisième amiral des bateaux de reconnaissance (Aufklärungsschiffe), à bord du croiseur SMS Cöln. Il est élevé au grade de contre-amiral, le 9 décembre 1913.
Maass devient amiral en second des bateaux de reconnaissance, le 1er mars 1914.

### Première Guerre mondiale

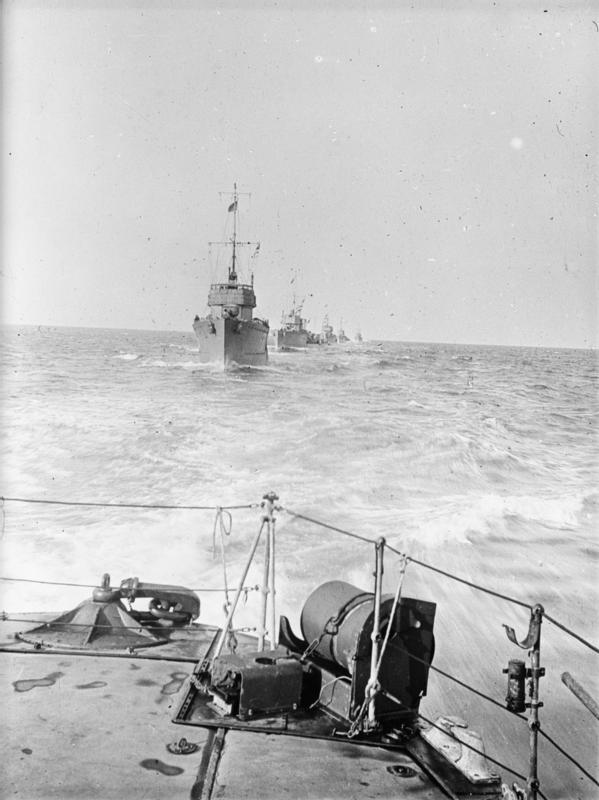
Destroyers de la Force Harwich

Lorsque la guerre éclate, Maass est nommé premier chef (Führer) des bateaux de reconnaissance et du IIIe groupe de reconnaissance (ou d'éclairage). Il navigue à bord de son navire-amiral, le SMS Cöln, au large de Schillig, du 1er au 7 août 1914, et il prend part à des combats entre le 12 et le 15 août 1914 en mer du Nord.
C'est alors qu'a lieu la terrible bataille de Heligoland. Elle commence le 28 août au matin lorsque la Force Harwich (ainsi nommée par les Britanniques), commandée par Reginald Tyrwhitt et composée des croiseurs HMS Arethusa, et HMS Fearless (en), ainsi que de 31 destroyers, attaque à l'ordre du vice-amiral Beatty les unités allemandes au large de Heligoland. Le torpilleur allemand SMS V 187 est coulé. Le vice-amiral Beatty vient pour couvrir à 25 miles au nord la Force Harwich, avec deux croiseurs de bataille, le HMS New Zealand et le HMS Invincible, et trois petits croiseurs. Les deux croiseurs allemands SMS Frauenlob et SMS Stettin viennent à l'encontre des navires anglais, bientôt suivis de quatre petits croiseurs sous les ordres du contre-amiral Maass qui est à bord du SMS Cöln. Le croiseur de Tyrwhitt est vite en difficulté et l' Arethusa est sérieusement endommagée par les tirs d'artillerie allemands. Le croiseur de bataille du vice-amiral Beatty vient au secours de Tyrwhitt vers 12 heures 40 et coule, en plus du SMS Mainz qui avait sombré auparavant, le SMS Cöln et le SMS Ariadne.

## Hommage posthume

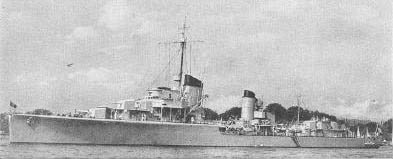
Le Z 1 Leberecht Maass

Le destroyer de la Kriegsmarine, Z 1, a été baptisé du nom de Leberecht Maass en son honneur.